# 杉野公彦
杉野 公彦（すぎの まさひこ、1961年9月20日 - ）は、日本の実業家、馬主。
大阪府大阪市に本社を置く、ボウリング・アミューズメント企業である株式会社ラウンドワンの代表取締役社長を務める。

## 経歴
1961年、大阪府出身。桃山学院大学に在籍していた学生時代から、学園祭でディスコを企画し100万円の売上を出したり、自分たちで計画した旅程でツアーを催行するなどといった経験があった。同大在籍中に父親が経営していたローラースケート場を引き継ぎ、1980年12月に杉野興産株式会社を設立。1993年に株式会社ラウンドワンを設立し、1994年に杉野興産から吸収合併されたのち商号を株式会社ラウンドワンに変更、1999年に東証一部に上場し、現在に至る。

## 馬主活動と所有馬

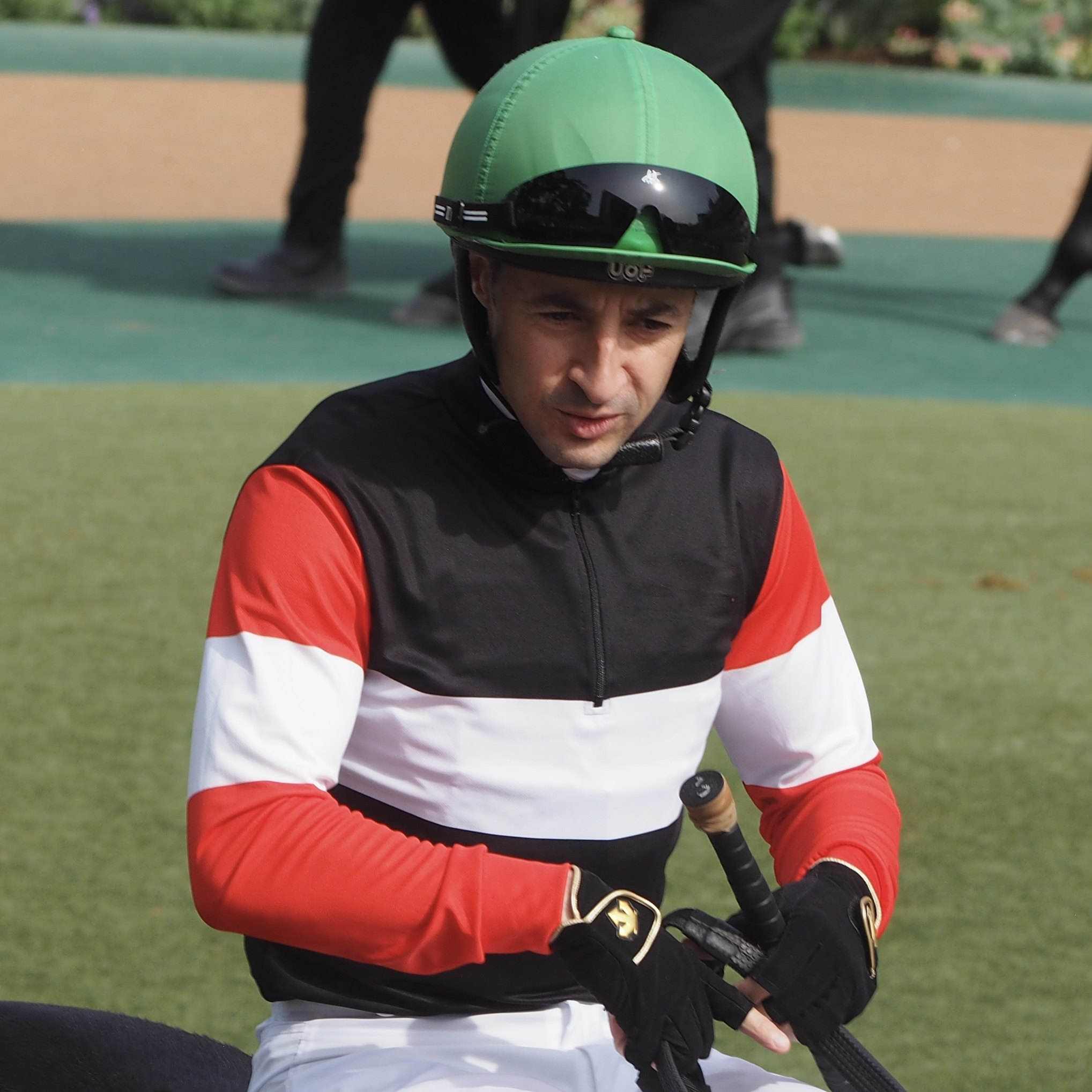
エムズレーシングの勝負服を着用したクリストフ・ルメール

日本中央競馬会（JRA）に登録している馬主でもある。当初は個人名義、現在は「エムズレーシング」の仮定名称で登録されている。勝負服の柄は黒、赤袖、白一文字、冠名は特に用いない。

### 主な所有馬
- ハーパー（2023年クイーンカップ）